# Ali Payami
Ali Payami, född 30 augusti 1983, är en svensk musikproducent, låtskrivare och sångare. Payami har samarbetat med många framgångsrika artister, bland annat Adam Lambert, Ariana Grande, Ellie Goulding, Katy Perry, Taylor Swift, The Weeknd och Tove Lo. Payamis första etta på Billboard Hot 100 var låten Can't Feel My Face med The Weeknd.